# Perfect Sense
Perfect Sense (TV-Titel: Perfect Sense – Eine moderne Liebesgeschichte) ist ein Science-Fiction-Drama unter der Regie von David Mackenzie. Der Film feierte seine Premiere auf dem Sundance Film Festival 2011. In Deutschland wurde der Film erstmals am 20. August 2011 im Rahmen des Fantasy Filmfests gezeigt.

## Handlung
Der Koch Michael arbeitet in einem hochklassigen Restaurant in Glasgow, das gegenüber der Wohnung der Epidemiologin Susan liegt. Beide sind beziehungsmüde Menschen, doch während Michael seine Zeit mit kurzlebigen Liebschaften füllt, hat sich Susan zurückgezogen und findet menschlichen Kontakt hauptsächlich bei ihrer Arbeit. Hier kommt sie auch mit den ersten Fällen einer bislang unbekannten Krankheit in Berührung. Zunächst fallen die Betroffenen in große Trauer und brechen in Tränen aus bei der Erinnerung an begangene Fehler und an Menschen, die sie einst liebten. Kurz nachdem sie sich wieder beruhigen, geht ihnen der Geruchssinn verloren. Als sich die Epidemie ausweitet und die Menschen daher zu Hause bleiben, trifft Michael eines Abends im Hof auf Susan. Das Restaurant ist leer, und so lädt er sie zum Essen ein. Noch am selben Abend bricht bei ihr der erste Schub der Krankheit aus, und Michael bringt sie nach Hause. Auch er erkrankt, und am nächsten Tag haben beide ihren Geruchssinn verloren.
Schnell wird deutlich, dass jedem Schub der Krankheit zunächst eine Krise vorausgeht, in der die Menschen kurze Zeit die Kontrolle über sich verlieren und wie im Wahn handeln. Sobald sie wieder zu sich kommen, haben sie einen weiteren Sinn verloren. Aus der Begegnung von Michael und Susan erwächst auch durch die um sie herum nur sehr langsam zusammenbrechende Welt eine Liebesbeziehung, in der sich beide im Angesicht ihrer Hilflosigkeit Halt geben. Beide und die Menschen im Allgemeinen versuchen zunächst, mit der Epidemie und ihren Folgen umzugehen und ihre Leben so gut wie möglich weiterzuführen. Als der zweite Schub zum Verlust des Geschmackssinns führt, will Michaels Restaurant den Gästen das Essengehen über die Schönheit der Anrichtung und die Art des taktilen Eindrucks der Speisen schmackhaft machen, also den Verlust des einen Sinnes durch die verstärkte Bedienung der verbliebenen zu kompensieren. Im dritten Schub geht den Menschen dann der Hörsinn verloren, wodurch sich der soziale Alltag immer drastischer ändert und nun auch die Gesellschaft zu zerfallen beginnt. Im letzten Schritt der Epidemie schwindet das Sehvermögen, und während Michael und Susan im Hof aufeinander zutasten, legt sich Dunkelheit über beide.

## Hintergrund
Der Film wurde an verschiedenen Orten um Glasgow gedreht.

## Kritiken
Die Bewertungen zu Perfect Sense fielen gemischt aus. Bei Rotten Tomatoes sind 58 % der Kritiken positiv bei insgesamt 64 Kritiken. Tirdad Derakhshani vom Philadelphia Inquirer schrieb in seiner Rezension: „Der Film verliert seinen Charme durch nervige Sequenzen, in denen ein Erzähler uns den ,Sinn des Ganzen‘ erklären will und uns dann sagt, was wirklich im Leben zählt, nämlich Liebe, Liebe, Liebe.“ Stephen Holden von der New York Times bezeichnete den Film als „eine feierliche Science-Fiction-Parabel, die im heutigen Glasgow spielt und deren vertiefende Vorahnung von den rätselhaften, pseudo-biblischen Reflexionen eines unsichtbaren Erzählers verstärkt wird“.